# Hwad Ibrahim Abdel Hamid Lumomba
Hwad Ibrahim Abdel Hamid Lumomba (en arabe : حواد إبراهيم عبد الحميد لومومبا) est un boxeur soudanais né en 1948 à Wad Madani.

## Carrière
Aux Jeux olympiques d'été de 1968 à Mexico, il est éliminé au premier tour dans la catégorie des poids plumes par le Mexicain Antonio Roldán.
Hwad Ibrahim Abdel Hamid Lumomba est médaillé de bronze dans la catégorie des poids plumes aux championnats d'Afrique de Nairobi en 1972.
Aux Jeux africains de 1973 à Lagos, il remporte la médaille d'or dans la catégorie des poids légers, s'imposant en finale face à l'Ougandais Peter Odhiambo.
Il fait partie de la sélection africaine de boxe participant aux Jeux afro-latino-américains de 1973 à Guadalajara, remportant une médaille d'argent dans la catégorie des poids légers.